# Nissan
|  | Per a altres significats, vegeu «Nissan (desambiguació)». |

Nissan Motor Co., Ltd. (日産自動車株式会社, Nissan Jidōsha Kabushiki-gaisha) o simplement, Nissan (TYO 7201), és un fabricant d'automòbils japonès que abans comercialitzava els seus vehicles amb el nom de Datsun. La companyia té la seu a la zona de Ginza de Chuo, Tòquio, però hi ha plans per moure-la a Yokohama, Kanagawa abans del 2010, amb les obres començant el 2007. El 1999, Nissan es va aliar amb Renault S.A., de França. Nissan és entre els tres primers fabricants asiàtics, per darrere de Toyota i per davant d'Honda, tot i que amb les dificultats financeres entre 1998 i 2002, van produir menys que Honda en aquest període.

## Història

### Els anys de la preguerra
Nissan es remunta a Kawaishinsha Co., una fàbrica d'automòbils fundada per Masujiro Hashimoto en el districte d'Azabu-Hiroo, Tòquio en 1911. Hashimoto era un pioner en la indústria de l'automòbil del Japó des dels seus començaments. En 1914, un petit cotxe de passatgers va ser desenvolupat basant-se en el seu propi disseny, i l'any següent el cotxe va fer el seu debut al mercat sota el nom de DAT. Dat representa les primeres lletres dels cognoms dels tres suports principals de Hashimoto: Kenjiro Den, Rokuro Aoyama i Meitaro Takeuchi.
Jitsuyo Jidosha Co., Ltd., un altre precursor de Nissan, va ser establerta en Osaka en 1919 per fabricar els vehicles Gorham de tres rodes, dissenyats per l'enginyer americà William R. Gorham. Les eines, els components i els materials van ser importats per la companyia dels Estats Units, convertint-la en una de les més modernes d'aquells temps.
El primer cotxe de passatgers de grandària petita Datsun va sortir de la planta de Yokohama a l'abril de 1935, i les exportacions del vehicle a Austràlia també van ser llançades el mateix any.
Els cotxes Datsun van simbolitzar els avanços ràpids del Japó en la industrialització moderna, segons ho evidenciava l'eslògan d'aquests dies, "El sol naixent com a bandera i el Datsun com el cotxe favorit".

### Postguerra
En un moviment per recuperar-se del buit tecnològic dels anys de la Segona Guerra Mundial, Nissan va realitzar una aliança estratègica amb Austin Motor Co. Ltd. del Regne Unit en 1952, i el primer Austin va sortir de la línia un any més tard. Nissan va ser el primer constructor Japonès a rebre el premi Deming a l'excel·lència d'enginyeria en 1960. En aquest període, Nissan emfatitzava a aconseguir una organització forta per donar suport a la següent etapa d'expansió de la companyia.

### Motorització
El Bluebird 1959 i el Cedric 1960 van captivar als compradors japonesos. En 1966, Nissan es va fusionar amb Prince Motor Co. Ltd., afegint els canvis de nom de models Skyline i Gloria a la seva línia de productes, i va incorporar a un personal excepcional d'enginyeria que va continuar l'excel·lent tradició de les companyies aèries de Nakajima i de Tachikawa, que prèviament fabricaven prestigiosos motors d'aviació.
L'avanç de la motorització va donar lloc a accidents de trànsit i va contribuir al problema de la contaminació atmosfèrica. Nissan va desenvolupar el seu primer vehicle experimental de seguretat (ESV) en 1971 i ha adoptat un extens programa de seguretat en els seus vehicles a través dels anys. Per prevenir la contaminació atmosfèrica, Japó va fer complir els més alts estàndards d'emissió de gasos. És pel que Nissan va desenvolupar el sistema de convertidor catalític de tres vies, la tecnologia més prometedora disponible en aquella època.

### Globalització i present

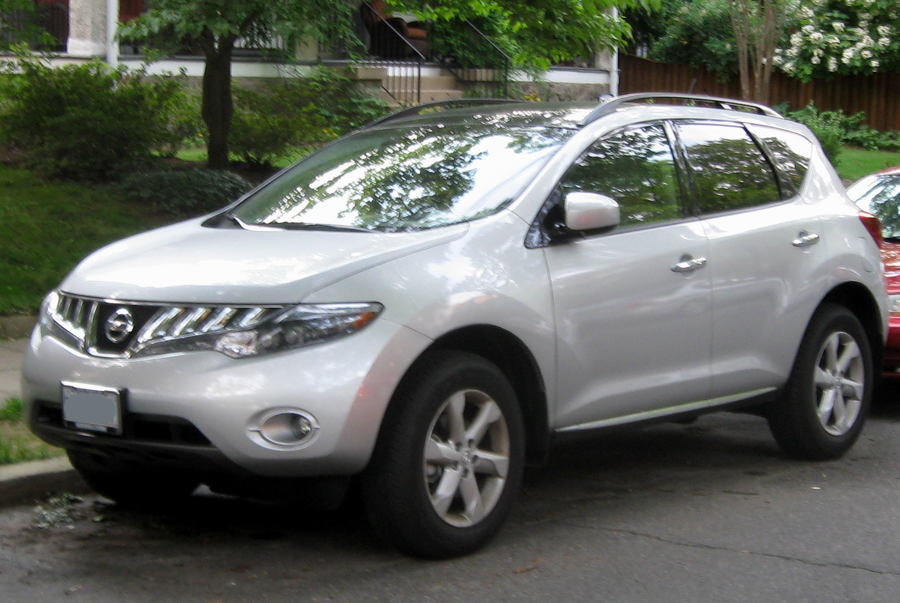
Nissan Murano

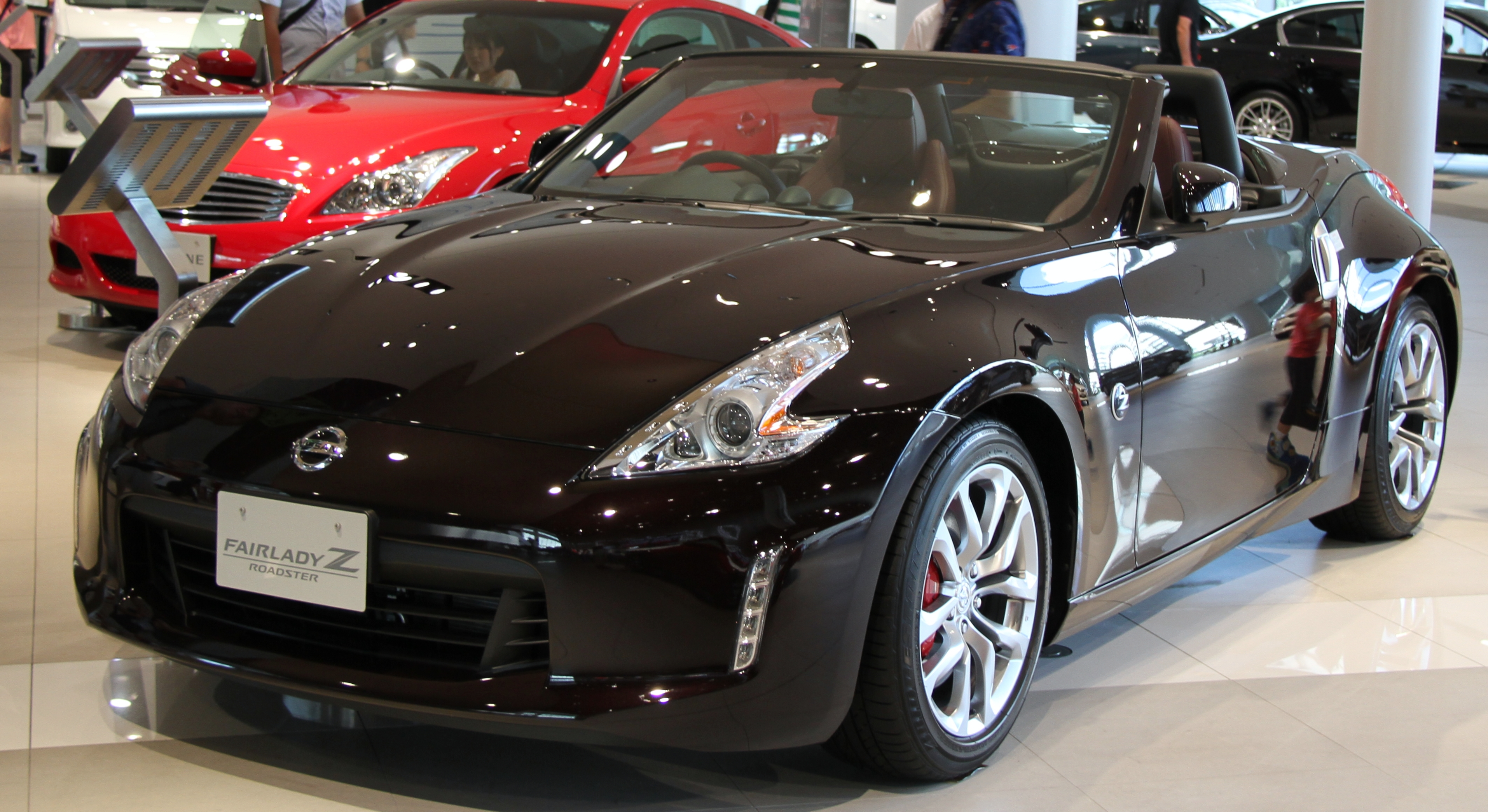
Nissan 370Z

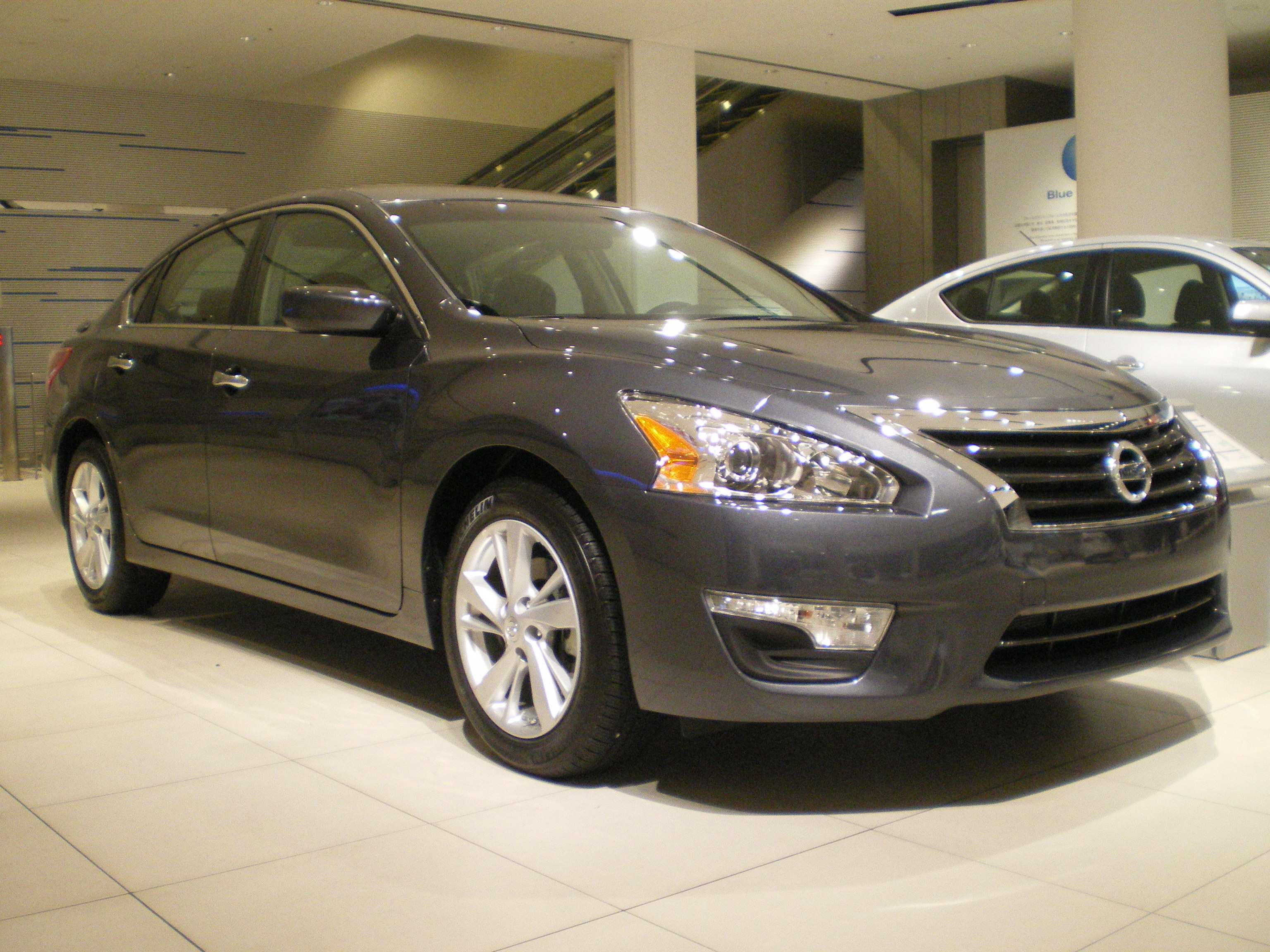
Nissan Altima

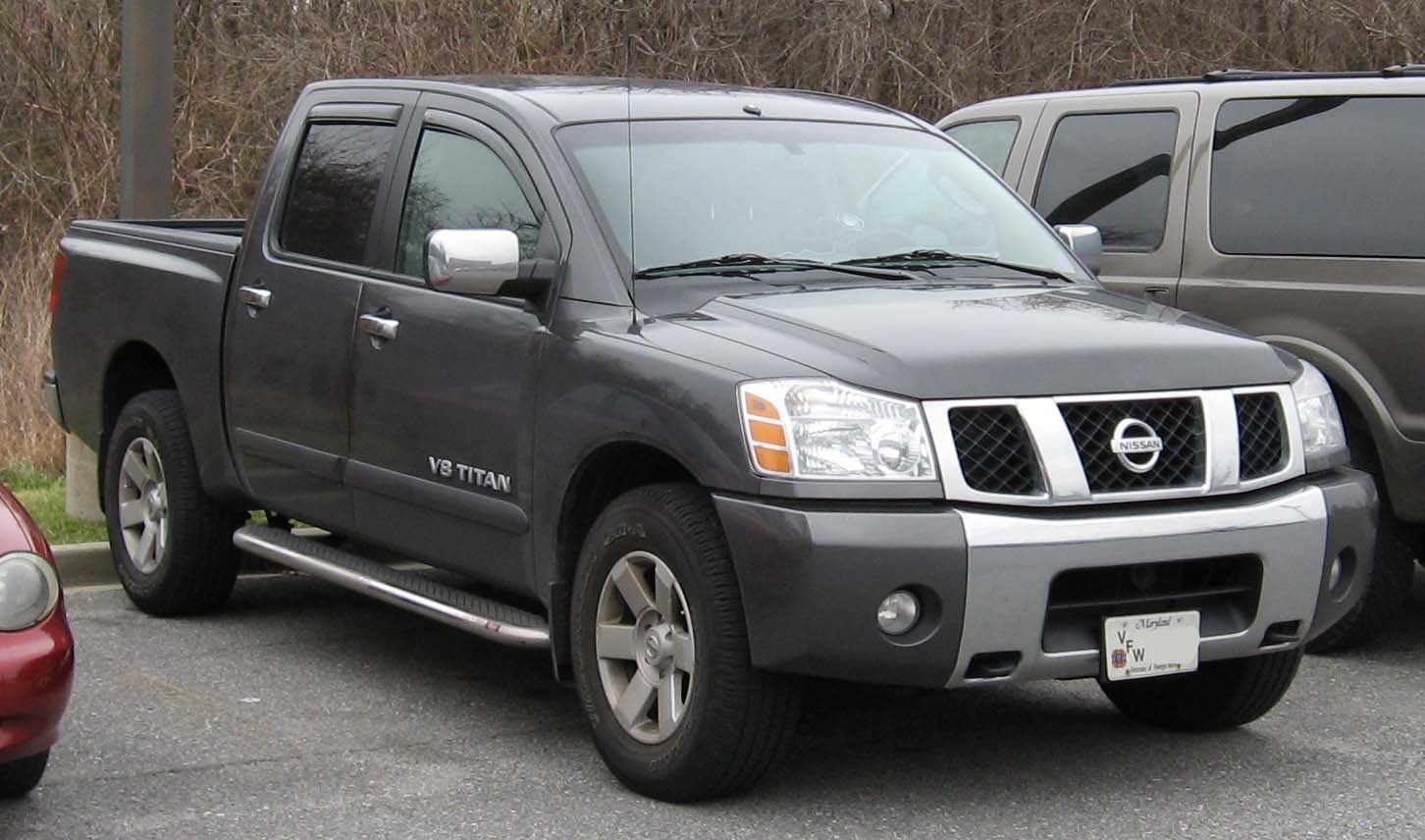
Nissan Titan

Nissan va començar a desenvolupar operacions de fabricació fora del Japó, començant per Taiwan en 1959 i l'establiment de Yulon, Mèxic en 1961. En els anys 80, Nissan va establir dues bases estratègiques en la fabricació fora del Japó: Nissan Motor Manufacturing Corp., als Estats Units. i Nissan Motor Manufacturing al Regne Unit. En l'actualitat, hi ha plantes de fabricació i assemblatge de Nissan en 17 països al voltant del món.
Mirant al mercat japonès, Nissan va inaugurar en 1975 la planta de Kyushu, remodelada en 1992 amb la tecnologia més avançada. A més, en 1994 va entrar en operació la planta d'Iwaki per fabricar els nous motors V6. Nissan també va iniciar activitats relacionades amb el desenvolupament de vehicles elèctrics, altres fonts d'energia netes, i el reciclat.
A causa de problemes financers al llarg dels anys 1990, la marca francesa Renault va comprar gran part de les accions de Nissan (44%) i va elevar a la presidència a Carlos Ghosn, el primer "gaijin" ("no japonès") que ha presidit una companyia automobilística japonesa.
Entre 1932 i 1983, Nissan també va emprar la marca Datsun, de la qual cal destacar l'automòbil esportiu Datsun 280ZX.
Nissan té concebut un pla per a la realització d'un nou cotxe mogut per electricitat; fins i tot alguns dels seus components utilitzen energia provinent de cel·les fotovoltaiques. En 2006, ha aparegut un model híbrid, el Nissan Altima.
Control de Renault: En 1999, a causa de les crisis asiàtiques i a la caiguda de la Borsa de Tòquio, la marca francesa d'automòbils Renault va signar una aliança amb la Japonesa Nissan; adquirint un 44,4% d'accions en Nissan (amb dret a vot i control), i al seu torn Nissan va adquirir un 15% de les accions de Renault (sense dret a vot). Renault i Nissan formen actualment "una aliança", que es distingeix d'altres unions entre empreses del sector automotor en què ambdues marques tenen el compromís de mantenir la seva independència, encara que comparteixen plataformes, components i tecnologies per a l'ús de tots dos fabricadors, diversos models d'actuacions de Renault que són venuts com Nissan a certs països, i a l'inrevés (com per exemple el Renault Logan que a Mèxic és venut com Nissan Aprio, o el Nissan Almera que a Colòmbia i Mèxic és venut com Renault Scala), no obstant això a Colòmbia, Nissan va mantenir el Nissan Almera com un model vigent en la seva gamma de vehicles, i malgrat ser un acte molt similar al Renault Scala el Nissan Almera va superar ostensiblement en vendes al seu "cosí francès"; el Renault Scala, experts en la matèria van assenyalar que l'èxit del Nissan Almera a comparació del Renault Scala es deu a quin l'acte de Nissan a Colòmbia va ser venut en 3 versions amb diferents equipaments i motoritzacions, (versió SG 1.6 sense aire condicionat i amb aire condicionat, i una altra versió amb major equipament; XG-L 1.8 el més equipat dels Almera, mentre que el Renault Scala solament va arribar a Colòmbia en la seva única versió 1.6 encara que amb major equipament en el seu panell d'instruments a comparació de l'Almera XG-L.

### Presidents
Els presidents i directors executius de Nissan han estat els següents:
- 1933-1939 Yoshisuke Aikawa
- 1939-1942 Masasuke Murakami
- 1942-1944 Genshichi Asahara
- 1944-1945 Haruto Kudo
- 1945 Takeshi Murayama
- 1945-1947 Souji Yamamoto
- 1947-1951 Taichi Minoura
- 1951-1957 Genshichi Asahara
- 1957-1973 Katsuji Kawamata
- 1973-1977 Tadahiro Iwakoshi
- 1977-1985 Takashi Ishihara
- 1985-1992 Yutaka Kume
- 1992-1996 Yoshifume Tsuji
- 1996-2000 Yoshikazu Hanawa
- Des del 2000 Carlos Ghosn

## Nissan a Catalunya
La presència de Nissan a Catalunya es remunta al 1980, quan va adquirir una participació important de la factoria Motor Ibérica de Barcelona, que fabricava els camions i les furgonetes Ebro. Arran d'aquesta adquisició els vehicles tot terreny Patrol es comencen a fabricar a Barcelona; més endavant s'hi fabricarà la Vanette.
A mitjans dels anys vuitanta, la incorporació al Mercat Comú va provocar la liberalització del mercat de l'automòbil a l'estat espanyol i, per tant, va ser possible la importació de cotxes d'altres països comunitaris. Nissan aprofita la situació per comercialitzar els seus productes anglesos, Bluebird, Sunny i altres de tipus més esportiu.
Avui, després d'entrar en l'òrbita de Renault, els vehicles Nissan i els Renault han unificat les seves plataformes i complementen els seus motors mantenint una imatge i estructura diferenciades. Es comercialitzen per separat i Nissan s'ha convertit en una marca complementària de Renault. Les factories de Barcelona han substituït la fabricació de les Vanette pels Renault Trafic, i les seves corresponents versions comercials de Nissan i Opel.
L'11 de novembre del 2008, l'empresa va presentar un expedient de regulació d'ocupació que havia d'afectar 1.680 treballadors de les plantes de la Zona Franca de Barcelona i de Montcada i Reixac, actuació que va provocar les protestes dels treballadors.
El maig del 2020 la direcció de Nissan anuncià la decisió de tancar les plantes de Nissan de Barcelona, Montcada i Reixac i Sant Andreu de la Barca. Això significarà l'acomiadament d'uns 3.000 treballadors i pot provocar la destrucció de més de 20.000 llocs de treball indirectes.

## Automobilisme

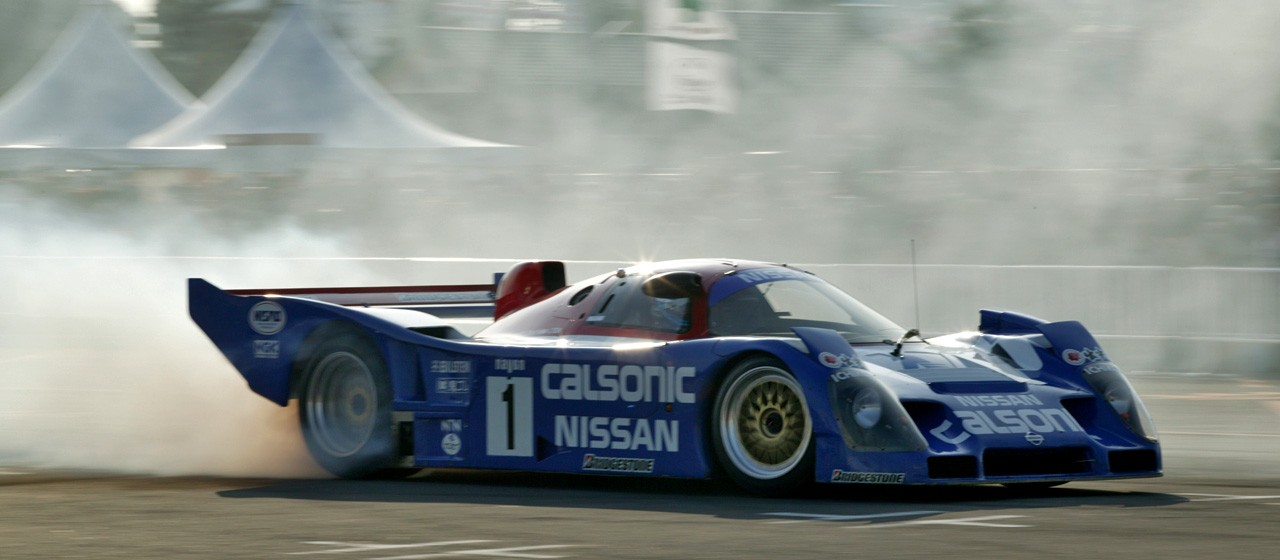
Nissan R91CP

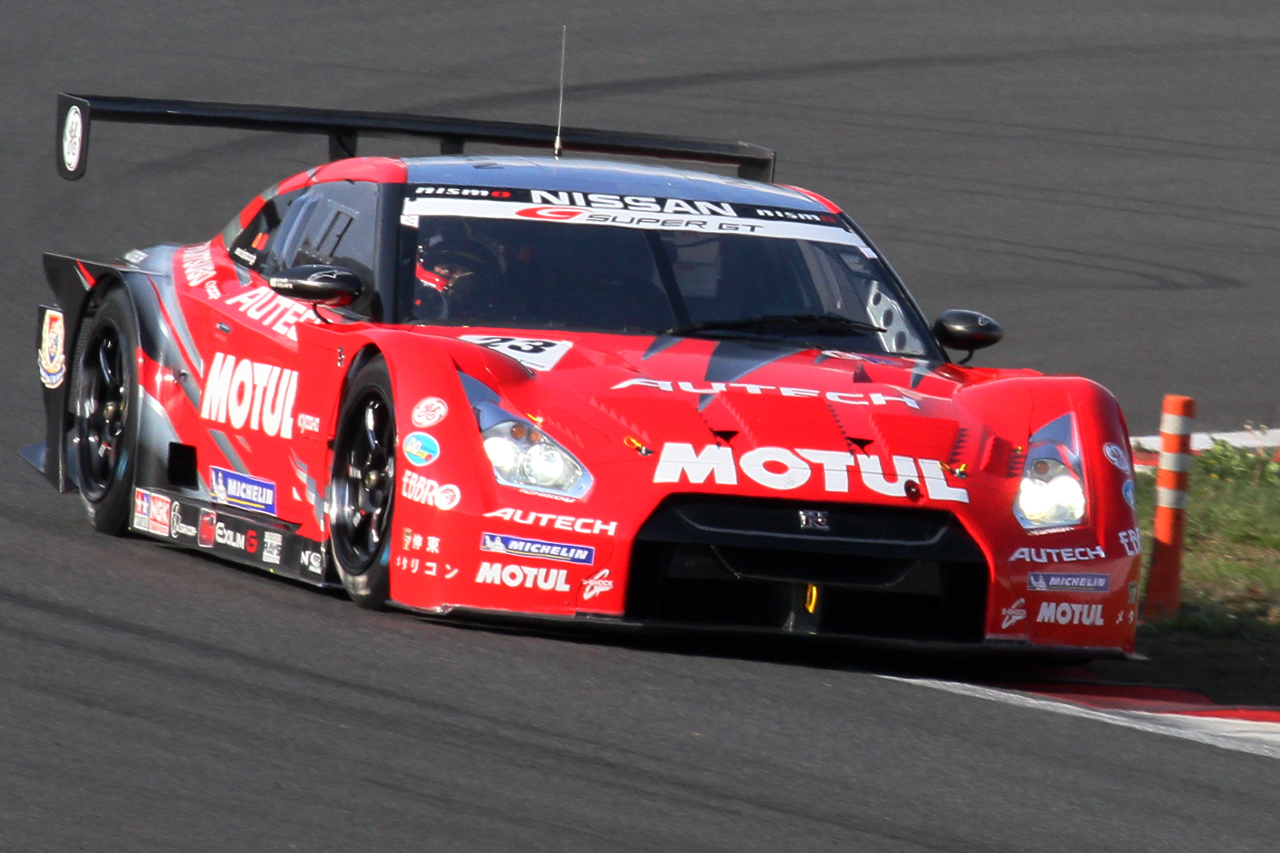
Nissan GT-R del Super GT Japonès 2010

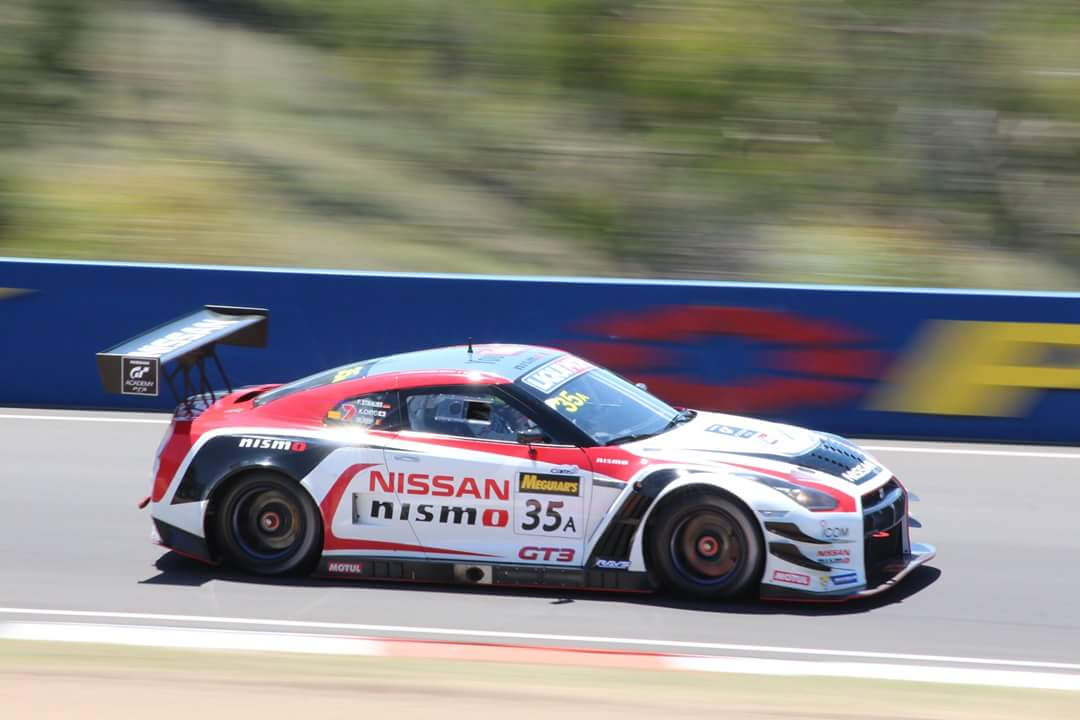
Nissan GT-R GT3 en les 12 Hores de Bathurst 2015

Nismo (Nissan Motorsports) és la divisió esportiva del fabricador d'automòbils japonès.
Al Japó, Nissan ha competit en el Campionat Japonès de Sport Prototips i el Super GT Japonès.
La marca ha participat en les 24 Hores de le Mans del Campionat Mundial de Resistència en diferents períodes des de 1986. Va aconseguir el cinquè lloc en 1990 amb el Nissan R90CP i el tercer lloc en 1998 amb el Nissan R390 GT1, en tots dos casos amb tripulacions japoneses.
Als Estats Units, Nissan va guanyar el Campionat IMSA GT de 1989, 1990 i 1991 amb el pilot Geoff Brabham, i va aconseguir triomfs en les 24 Hores de Daytona de 1992 i 1994 i les 12 Hores de Sebring de 1989, 1990, 1991 i 1994. Des de 1999 fins a 2002 va competir en la IndyCar Sèries, on Eddie Cheever va ser tercer en 2000.
A partir de 2009, Nismo ha competit amb el Nissan GT-R en el Campionat Mundial de GT1 i la Blancpain Endurance Sèries, a més de campionats nacionals de gran turismes.
Nissan va competir en ral·li en les dècades de 1960 a 1980, aconseguint victòries en el Ral·li Safari i el Ral·li de Costa d'Ivori. En les dècades de 1990 i 2000 va competir oficialment en el Ral·li Dakar, encara que mai va poder guanyar.
En turismes, Nissan va guanyar el Gran Premi de Macau de 1990, les 24 Hores de Spa de 1991, el Campionat Australià de Turismes de 1991 i 1992, i els 1000 km de Bathurst de 1991 i 1992 amb el Nissan Skyline GT-R. Després va guanyar el Campionat Britànic de Turismes de 1999 i 2000 amb el Nissan Primera de l'equip RML Group.

## Models

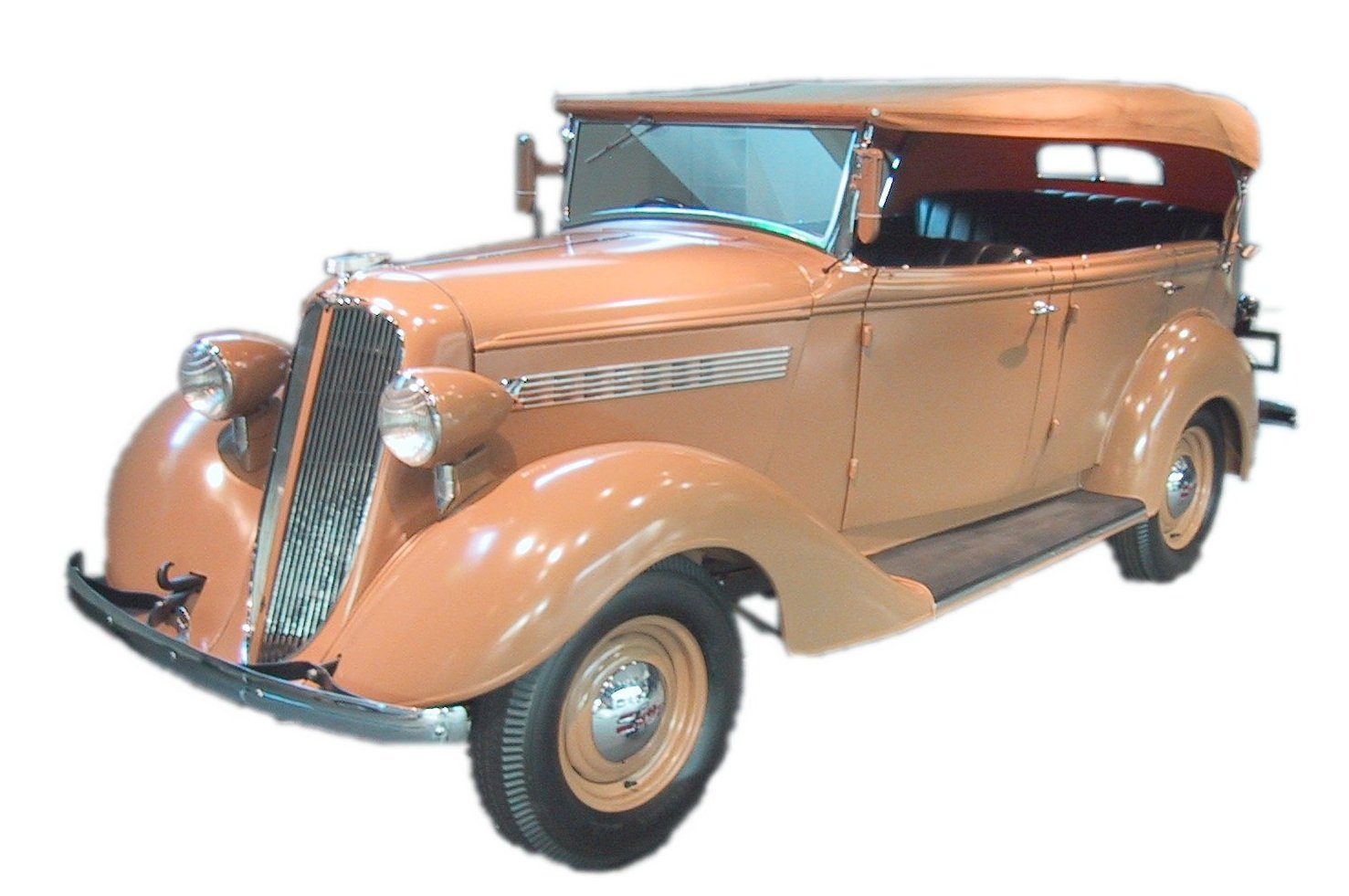
Nissan Model Phaeton 70. 1938

- Nissan LEAF.
- Nissan Juke

Turismes
- Sentra
- Lucino
- Micra
- Tiida
- Altima
- Maxima
- Almera
- Skyline
- Platina
- Prairie
- Primera
- Pulsar
- Hikari
- Ninja
- Silvia
- 200SX
- 240SX
- 280ZX
- 350Z
- V16
- Bluebird

Pickups
- D-21
- D-22 (Navara, Frontier, Pick-Up)
- D-40 (Navara, Frontier, Pick-Up)

Tot terrenys
- Pathfinder
- X-Trail
- X-Terra
- Armada
- Titan
- Frontier
- Quest
- Urvan
- Patrol
- Patrol GR
- Terrano
- Terrano II
- Murano
- Qashqai

Prototipus de competició
- R380
- R381
- R382
- R383
- March 82G
- March 83G
- March 84G
- March 85G
- March 86G
- March 87G
- March 88G
- GTP ZX-Turbo
- NPT-90
- NPT-91
- NP35
- P35
- R88C
- R89C
- 350Zgtc
- R90CP
- R90CK
- R91CP
- R91CK
- R92CP
- R390 GT1
- R391